# Viehdorf
Viehdorf  är en ort och kommun  i Österrike. Den ligger i distriktet Amstetten i förbundslandet Niederösterreich, 110 km väster om huvudstaden Wien. 
Kommunen består av tre orter (Ortschaften) (inom parentes invånarantal 1 januari 2024):
- Hainstetten (410)
- Seisenegg (309)
- Viehdorf (650)